# Oliarus knullorum
Oliarus knullorum är en insektsart som beskrevs av Mead 1981. Oliarus knullorum ingår i släktet Oliarus och familjen kilstritar. Inga underarter finns listade i Catalogue of Life.